# B2C-Gleichrichter

Der B2C-Gleichrichter gehört zur Gruppe der steuerbaren Gleichrichter. Mit Hilfe von meist in den Strängen eingebauten Thyristoren kann die Ausgangsspannung Ud, der Ausgangsstrom Id und somit die Leistung des Verbrauchers gesteuert werden. Das geschieht durch Zündung der Thyristoren zum richtigen Zeitpunkt. Der Zündwinkel zwischen Nulldurchgang der sinusförmigen Halbwelle und Zündzeitpunkt wird {\displaystyle \alpha } genannt, bzw. {\displaystyle \beta } bei anderer Betrachtung.
Typische Anwendung für diesen Gleichrichter ist die Drehzahlregelung von Gleichstrommotoren im Wechselstromnetz.

Rein ohmsche Last
Ohmsch-induktive Last, Strom-lückend
Ohmsch-induktive Last, nicht-lückend